# عبدالمجید شرع‌پسند
عبدالمجید شرع‌پسند (متولد ۱۳۳۸) معلم و سیاستمدار سابق ایرانی است. او نماینده شهرستان کرج و اشتهارد در ادوار دوم و سوم مجلس شورای اسلامی ایران بود. در سال ۱۳۶۰ او در جنگ ایران و عراق مجروح شد و در پایش ترکش وجود دارد او برادر مهدی شرع‌پسند فرمانده کشته شده سپاه در جنگ ایران و عراق است. او جوانترین نماینده مجلس دوم با ۲۵ سال سن بود. در انتخابات مجلس سوم افرادی همچون حسن روحانی علیه انتخاب وی سخنرانی کردند ولی با این وجود او به عنوان نفر اول به نمایندگی انتخاب شد. در مجلس ابتدا اعتبارنامهٔ وی رد شد ولی پس از سخنرانی وی آن را به تصویب رساندند. او به خاطر نطقِ سه دقیقه‌ای‌اش در صحن علنی مجلس شورای اسلامی، بازداشت شد و بیش از چهل روز تحت بازجویی قرار گرفت.

## استعفا از نمایندگی مجلس
در ۱۱ تیر ۱۳۶۸ در آستانه چهلمین روز درگذشت خمینی، شرع پسند به‌طور غیرمنتظره و بی‌آنکه کسی از مضمون نطق او باخبر باشد، با استفاده از وقت سه دقیقه‌ای که یکی از ناطقین پیش از دستور به او قرض داده بود، استعفای خود را از نمایندگی مجلس سوم اعلام کرد. و دلایل این استعفا را بدین شرح اعلام کرد:
1. نبود زمینه و عدم امنیت و امکان برای انجام وظایف قانونی نمایندگی،
2. نگرانی شدید از آینده سیاسی کشور به علت برخی تغییرات در قانون اساسی و تحولات سیاسی واقع شده و تداوم قدرت در دست عده‌ای معدود و حضور تشریفاتی و سطحی مردم،
3. نداشتن پاسخ مناسب و منطقی برای گرانی و تورم و تبعیض‌های ناروا،
4. پرهیز و تعلل مسئولین از جهت‌گیری قاطع و جدی در برابر تکاثر و انباشت سرمایه‌های کلان بادآورده،
5. نگرانی برای استقلال مملکت،
6. وجود ابهامات و سؤالات اساسی نسبت به حاکمیت آینده و بلاتکلیفی مردم در حق سرنوشت خود و نگرانی از حاکمیت لیبرالیسم وابسته و
7. نداشتن انگیزه به دلیل عدم مشاهده کمترین مشابهت اصولی بین وضعیت فعلی و حکومت عدل علوی[۸][۹]

مخالفت عبدالمجید شرع‌پسند با نحوه رهبر شدن رئیس‌جمهور وقت، سید علی خامنه ای، از جمله دلایل او برای استعفا بود چرا که آن را مغایر قانون تلقی می‌کرد. ایراد شدن این نطق به‌طور غیرمترقبه فرصت هرگونه واکنش احتمالی نمایندگان را از آنان سلب کرد و تنها دو تن از نمایندگان مجلس در پایان نطق وی با بیان جملات کوتاهی به او اعتراض کردند، ولی در جلسه بعد یعنی روز ۱۴ تیر ۱۳۶۸ خورشیدی و حتی قبل از رسمی شدن جلسه و تلاوت قرآن، نسبت به نطق شرع پسند واکنش‌هایی شروع شد.
از جمله مهدی کروبی نایب رئیس مجلس گفت: «حقاً آقای شرع‌پسند بداند که کل مخالفین قسم خورده نظام جمهوری اسلامی اعم از منافقین، چپی‌های صددرصد و توده‌ای را خوشحال کرد و هر کدامشان پشت این تریبون بودند دیگر مطمئناً از آن بدتر نمی‌گفتند! نکته‌ای که من دربارهٔ فرمایشات آقای شرع پسند با آقایان نماینده‌ها دارم این است که آقای شرع پسند تقاضای استعفا کرده‌اند. نمایندگان مجلس اگر صلاح بدانند خواهش می‌کنم بعضی‌ها نیایند شفاعت بکنند یا بگویند که ایشان آگاه نیست چون کاملاً آگاه است از حرف‌هایی که می‌زند. معلوم است خلاصه سخنگوی یک مجموعه و یک جریان و یک طیفی هست. آقای شرع‌پسند وقتی به مجلس آمد به روحانیون بزرگوار جسارت کرد واقعاً آن موقع ما فکر کردیم جوانی است ناآگاه نمی‌داند … من به او گفتم آقای شرع پسند، این چه حرفی بود که شما زدید؟ خلاصه گفت که من اشتباه کردم جوانی است و نادانی! یک چیزی اینجوری گفت. من گفتم خوب حالا یک جوانی است یک چیزی گفته که یک‌وقت آمد گفت «آنهایی که سیرت رضاخانند و صورت مدرسند»! ببینید این نشان دهنده طرز تفکر است. حالا هم آمده این مسائل را مطرح کرده‌است. … به هر جهت براساس منطق ما، اینجا بهترین جاست و آقای شرع پسند شایستگی اینجا بودن را ندارد، از نظر منطق آقای شرع پسند، اینجا مال مرتجعین و لیبرال‌ها و آن‌ها هستند که برای اسلام سال‌ها جان کنده‌اند دارد هدم اسلام می‌کند. برود دنبال آنهایی که برای اسلام یا برای خلق دفاع می‌کنند و کسی شفاعت او را نکند»
این نامه با امضای ۱۵۴ نفر از نمایندگان در مجلس خوانده شد:
"بسم الله الرّحمن الرّحیم- «یا نوح انّه لیس من اهلک انّه عمل غیر صالح» (سورهٔ مبارکهٔ هود آیهٔ ۴۶)
هنوز چند هفته‌ای از ارتحال جانگداز رهبر کبیر انقلاب اسلامی حضرت امام خمینی" طاب ثراه "(حضار سه صلوات فرستادند) نگذشته و زخم دل ملت مظلوم ایران و آلام جهان اسلام، التیام نیافته‌است. هنوز سینه‌ها مملو از غم و اندوه رهبر از دست رفته‌مان می‌باشد. هنوز هیأتهای عظیم مردم در ایران وسایر بلاد اسلامی در فقدان رهبر جهان اسلام، برسرو سینه می‌زنند و درغم هجران آن مرجع جهان اسلام و ملجأ و مأمن مستضعفین جهان در ماتم و سوگواری‌اند.
و از سوی دیگر حضور گسترده و بی‌نظیر مردم در ایران موجب بُهت جهانیان گردید. در این میان در مورخهٔ ۱۳۶۸/۴/۱۱ از حلقوم شرع پسند نمایندهٔ مردم کرج در مجلس شورای اسلامی مضامینی خارج شد که باعث حیرت همگان گردید و گوئی در همهٔ کلمات و جملات خود با ضدّ انقلاب، در همهٔ سطوح هماهنگ و همنوا بوده و اراده نموده‌است تا دشمنان اسلام وجهان‌خواران و صهیونیست‌ها را به وجد و شادمانی درآورده و دوستان و دلسوزان انقلاب اسلامی را متأثّر و متألّم نماید. آنچه پس از رحلت حضرت امام " قدس سرّه " در ایران وجهان دیدیم، سوز و گداز، شیون و ماتم، حضور در صحنهٔ بیعت با رهبری انقلاب اسلامی حضرت آیت‌الله خامنه‌ای (حضار صلوات فرستادند) " مدّ ظلّه العالی " بود. حضور مردم در تشییع پیکر مطهر بنیانگذار جمهوری اسلامی و بیعت با رهبری، چشم عالمیان را خیره کرد. آنچه دیدیم وحدت بود و اتحاد، تحول بود و دگرگونی، در قلب و روح بی‌تفاوت‌ها و حتی مخالفان.
پس چگونه شرع پسند به خود اجازه می‌دهد بگوید حضور مردم در صحنه سطحی و تشریفاتی بوده‌است. آینده معلوم نیست و از این قبیل لاطائلات.
ما نمایندگان مجلس شورای اسلامی، سخنان سراسر کذب و افتراء و بهتان نامبره را محکوم نموده و اظهارات وی را در راستای اهداف دشمنان داخلی و خارجی انقلاب اسلامی دانسته و تأکید می‌کنیم که همواره در پشت سر رهبر و زعیم امت حضرت آیت‌الله خامنه‌ای (حضار صلوات فرستادند) " مدّ ظلّه العالی " و در کنار یاران همیشگی امام و امت قهرمان و وفادار ایران، پاسدار خون شهیدان خواهیم بود.

و ضمن تشکر از هشیاری مردم شریف کرج، شرع پسند را از سمت نمایندگی معزول دانسته و اظهارات نامبرده را در راستای اظهارات مفسدین و محاربین می‌دانیم و برائت و انزجار خود را از بیانات وی اعلام و ازهیأت رئیسهٔ محترم مجلس شورای اسلامی، تقاضامندیم، مراتب استعفای مشارٌ‌الیه را طبق مادهٔ (۷۰) آئین نامهٔ داخلی مجلس شورای اسلامی در کمترین زمان ممکن در دستور کار مجلس قرار داده تا نمایندگان نسبت به عزل وی اقدام نمایند."
روزنامه اطلاعات در ۱۳ تیر، خبر از راهپیمایی مردم کرج علیه اظهارات نماینده خود داد.
هاشمی رفسنجانی در خاطرات خود مضامین استعفانامهٔ شرع پسند را ضدانقلابی و زیر سؤال برندهٔ رهبری و آینده انقلاب خوانده که باعث ناراحتی شدید اکثریت نمایندگان شده بود.
پس از استعفای شرع پسند به خانه او در کرج توسط لباس شخصی‌ها حمله شد و او بازداشت شد و ۴۰ روز در زندان تحت بازجویی قرار داشت. تجمعی در کرج برگزار شد و عده‌ای سعی داشتند نام پادگان شهید شرع پسند که به افتخار برادر وی نامگذاری شده بود را عوض کنند.
استعفای شرع‌پسند در شرایطی که او در بازداشت قرار داشت، با ۱۹۱ رای موافق بدون مخالف از ۱۹۷ حضار مورد موافقت مجلس قرار گرفت.

این که وی چرا و با چه انگیزه‌ای دست به این کار زد هنوز مشخص نیست. وی ۸ ماه پیش از استعفا طی نطق پیش از دستور در تاریخ ۶۷/۸/۱۰ از رفع توقیف اموال کسانی که با پیروزی انقلاب به خارج فرار کرده بودند و نیز مطرح شدن ژاپن به عنوان الگوی بازسازی ایران پس از جنگ انتقاد کرد و اظهار داشت: "اخیراً بعضی‌ها تلاش می‌کنند ژاپن را به عنوان مدینه فاضله الگوئی برای رشد و توسعه کشورمان در جریان بازسازی معرفی نمایند و با طرح و تبلیغ برخی ارزش‌های فرهنگی و بومی ژاپن و با تکیه برپیشرفت تکنولوژیک آن روابط مناسبات ظالمانه سیستم سرمایه داری ژاپن را توصیه می‌نمایند. به‌خصوص براین نکته تأکید می‌وزند که رمز سعادت ژاپن آزادی‌بخش خصوصی است؛ و نیز در این شبها شاهد نمایش سریال‌ها و فیلم‌های ژاپنی پشت سر هم در سیمای جمهوری اسلامی می‌باشیم. باید پرسید چرا سیمای جمهوری اسلامی سرانجام ذلت بار کشورهای انقلابی کرده و آزاد شده از نظر سیاسی که خیال رشد و توسعه به دام کشورهای سرمایه داری گرفتار شده‌اند را نمایش نمی‌دهد؟ … و مردم را به سریال‌های پدر مجرد و اوشین معتاد می‌کنند !"
دو برادر او با نامهای مهدی و جعفر از سرداران جنگ ایران و عراق بودند که کشته شدند. پدر او از ناحیه دو چشم در جنگ مصدوم شد. شرع پسند از زمان استعفا از آنجا که فضا را برای صحبت کردن مناسب نمی‌دیده به گفتهٔ خود در حالت قهر فعال به سر برده‌است.